# کلمنت آگوست گریگوری دوبد
بارون کلمنت آگوست گریگوری دوبُد (۱۸۰۶–۱۸۸۷ م.؛ به روسی: Клементий Клементьевич Боде؛ به انگلیسی: Clémens August Gregor Peter Ludwig de Bode)، دیپلمات، شرق‌شناس و سفرنامه‌نویس قرن نوزدهم میلادی بود. او در یک خانواده‌ی اشرافی فرانسوی‌الاصل در امپراتوری روسیه زاده شد و در سال‌های ۱۸۳۰ تا ۱۸۴۰ به عنوان دبیر اول سفارت روسیه در ایران قاجاری فعالیت کرد. سفرنامه‌ی او از مناطق لرستان و عربستان (خوزستان) یکی از نخستین منابع اروپایی دربارهٔ جغرافیا، تاریخ و اقوام جنوب غربی ایران است. ایران است. همچنین گیاه زینتی والک ستاره‌ای (Allium bodeanum) به افتخار او نام‌گذاری شده است.

## زندگی

#### کودکی و تحصیلات
کلمنت دوبُد در ۴ آوریل ۱۸۰۶ در خانواده‌ای اشرافی از خاندان اشرافی آلزاسی در روسیه به دنیا آمد. پدرش، بارون کلمنت ژوزف دوبد، در پی انقلاب فرانسه به روسیه مهاجرت کرده و در جنگ‌های ناپلئونی با تشکیل یک هنگ سواره‌نظام به خدمت امپراتوری روس درآمده بود. مادرش انگلیسی‌تبار بود و خانواده در هر دو کشور پیوندهایی داشت. دوبُد جوان تحصیلات ابتدایی خود را در بریتانیا گذراند و سپس در کالج سلطنتی سن‌پترزبورگ تحصیل کرد و با مدال طلا فارغ‌التحصیل شد.
او که به زبان‌های روسی، فرانسوی، انگلیسی و فارسی تسلط داشت، از همان جوانی در محافل علمی لندن و سن‌پترزبورگ حضور داشت و علاقه‌ای عمیق به فرهنگ شرق و ایران پیدا کرد. عضویت او در چندین انجمن علمی اروپایی، جایگاه او را در حوزهٔ شرق‌شناسی مستحکم کرد.

#### حضور دیپلماتیک در ایران
در سال ۱۸۳۶، بارون دوبُد به عنوان دبیر اول سفارت روسیه در تهران منصوب شد. او در دوره‌ای حساس از روابط روسیه و ایران قاجاری به این سمت رسید. از جمله وظایف اولیهٔ او، شرکت در مراسم انتقال بقایای الکساندر گریبایدوف، دیپلمات مقتول روسی، به زادگاهش بود.
دوبُد در طول اقامتش در ایران به زبان فارسی تسلط کامل یافت و شناختی عمیق از فرهنگ و ساختار اجتماعی ایران پیدا کرد. او توانست به مناطقی از ایران سفر کند که برای بیشتر اروپاییان آن زمان ناشناخته بود و از حمایت سفارت روسیه و توصیه‌نامه‌های رسمی برای سفر به نواحی گوناگون استفاده کرد.

#### سفر به لرستان و خوزستان
در زمستان ۱۸۴۰–۱۸۴۱، دوبُد سفری ۶۷ روزه به جنوب و غرب ایران آغاز کرد. او از تهران به قم، کاشان، اصفهان، شیراز، کازرون، بهبهان، شوشتر، شوش، دزفول، خرم‌آباد و بروجرد رفت و سپس به تهران بازگشت. این مسیر در مجموع حدود ۲۰۰۰ کیلومتر بود. از آنجایی که خوزستان در قرن نوزدهم و در ادبیات غرب عربستان خوانده می‌شد، سفر او، سفر به لرستان و عربستان مشهور است.
او نخستین دیپلمات روسی بود که به این مناطق سفر کرد و مشاهدات او از قبایل لر، عرب، بختیاری و ترکمن، اطلاعاتی بی‌سابقه دربارهٔ ساختار اجتماعی، مناسبات سیاسی و وضعیت جغرافیایی این نواحی ارائه کرد. سفر او ماهیتی نیمه‌رسمی داشت و هرچند عنوانش شخصی بود، اما با وظایف سیاسی از سوی دولت روسیه همراه بود.

#### سال‌های پایانی و میراث
دوبُد در سال‌های پایانی عمر به روسیه بازگشت و به درجهٔ مشاور دولتی نائل شد. او با دو تن از زنان اشراف‌زادهٔ روس ازدواج کرد و در نزدیکی مسکو زندگی می‌کرد.
میراث دوبُد در حوزهٔ شرق‌شناسی و ایران‌شناسی قابل توجه است. سفرنامهٔ او در ایران، منبعی مهم برای پژوهشگران تاریخ، مردم‌شناسی و جغرافیای ایران در دورهٔ قاجار به‌شمار می‌رود.

## آثار و نوشته‌ها
دوبُد در سال ۱۸۴۵ کتابی با عنوان "سفر به لرستان و عربستان" به زبان انگلیسی در لندن منتشر کرد. این اثر دو جلدی، یکی از نخستین توصیفات جامع اروپایی از جنوب غربی ایران است. او در این سفرنامه، ضمن شرح مشاهدات میدانی خود، نقشه‌هایی دقیق از مناطق مختلف ارائه کرده که پایه‌گذار شناخت اروپاییان از این نواحی شد. منظور از عربستان در این کتاب، خوزستان است.
در همان سال، دوبُد ترجمهٔ انگلیسی کتابی دربارهٔ بخارا، نوشتهٔ نیکلای خانیکوف، را با عنوان "بخارا، امیر و مردمش" منتشر کرد. همچنین مقاله‌ای به زبان انگلیسی با عنوان "در باب قبایل یموت و گوکلان ترکمنستان" در سال ۱۸۴۸ ارائه داد که نخستین راهنمای مردم‌شناسی این اقوام در زبان انگلیسی به‌شمار می‌رود.

#### ترجمه سفرنامه به فارسی
امروزه سفرنامهٔ او با عنوان "سفرنامهٔ لرستان و خوزستان" به فارسی ترجمه شده و در ایران نیز مورد توجه قرار گرفته است.